# Grypachaeus tenuicollis
Grypachaeus tenuicollis is een krabbensoort uit de familie van de Inachidae. De wetenschappelijke naam van de soort is voor het eerst geldig gepubliceerd in 1978 door Takeda.